# Marjino (Rodniki)
Marjino (ros. Марьино, niem. Arnau) – miejscowość w obwodzie królewieckim Federacji Rosyjskiej, od 2003 r. część wsi Rodniki.

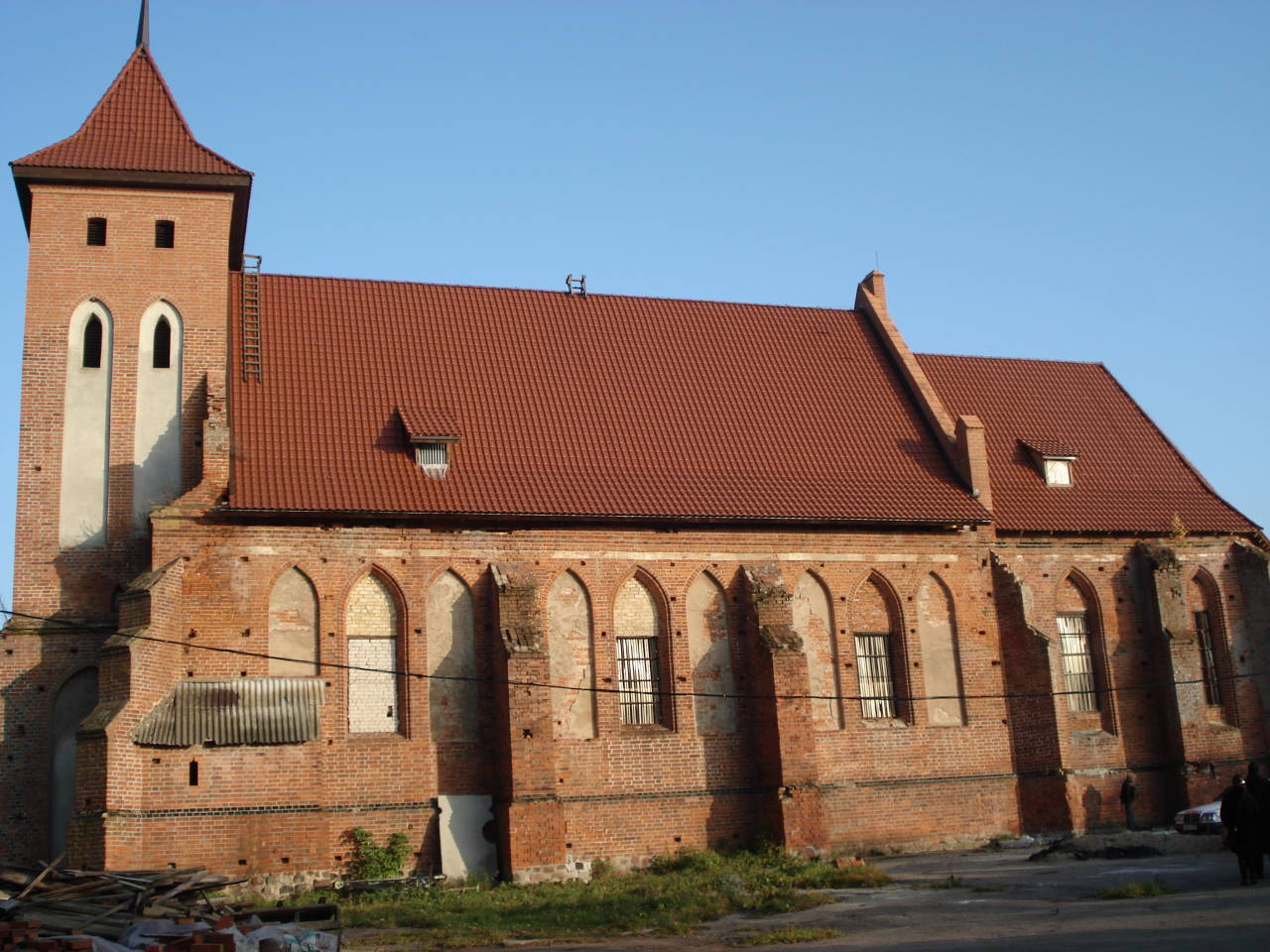
Kościół, widok od południa

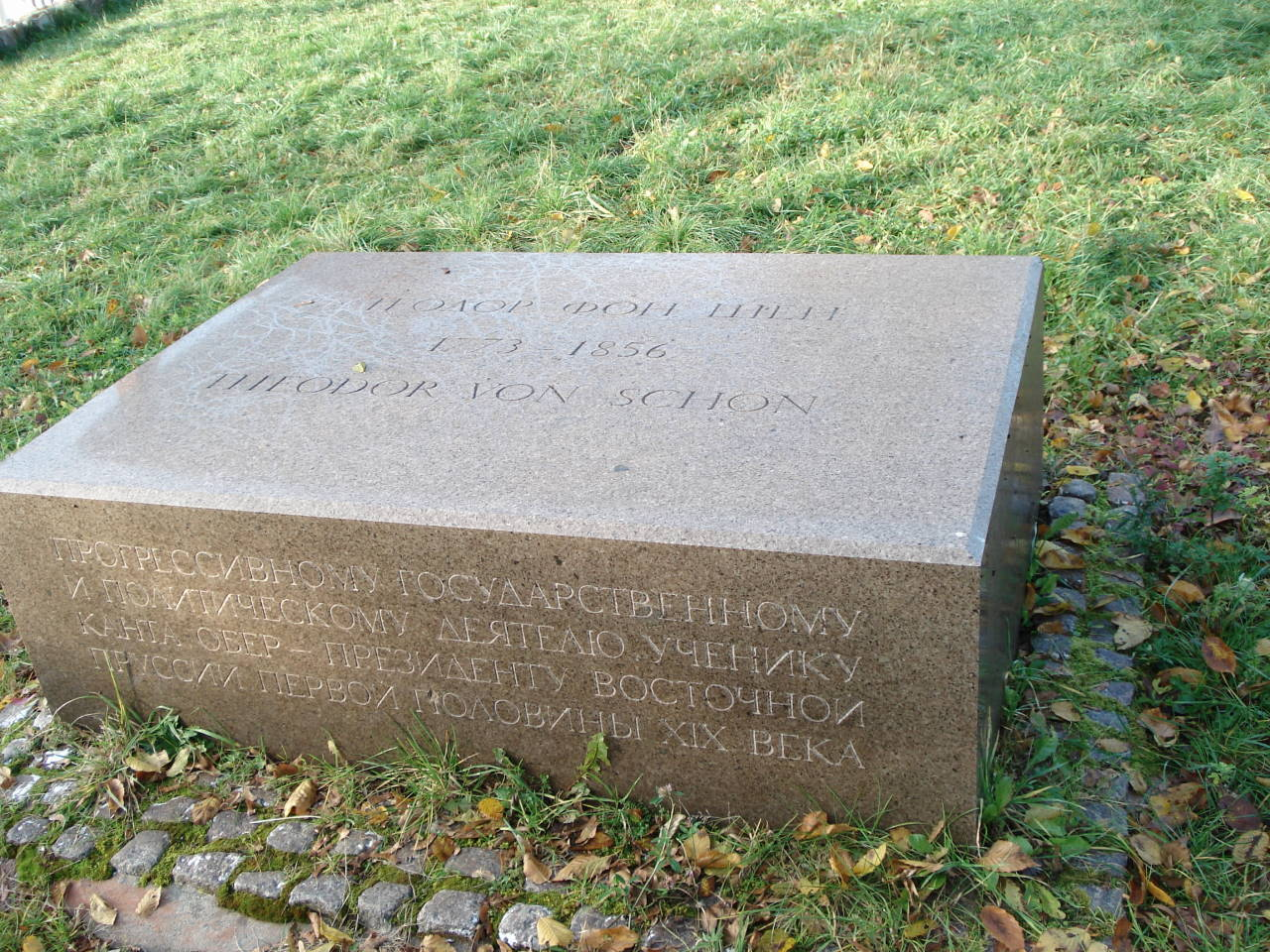
Nagrobek Theodora von Schöna

## Położenie i nazwa
Miejscowość położona około 10 km na wschód od centrum Królewca, na północnym brzegu Nowej Pregoły, przy drodze krajowej A-229 (pokrywającej się tu z trasami europejskimi E28 i E77). Na jednym z nadrzecznych wzgórz wznosił się zameczek, na drugim kościół.
Gród staropruski, od XIII w. po podboju krzyżackim nazwa niem. Arnau (w 1320 Arnow). Obecna nazwa wprowadzona w 1946. W polskiej literaturze naukowej pojawia się też pod nazwą Ornowo, nazwa lit. Arnava. Po drugiej stronie głównej szosy, około 1 km na północ znajduje się miejscowość Rodniki, dawny majątek ziemski Preußisch Arnau. Władysław Syrokomla podaje w opisie  rejsu Niemnem do Królewca, że flisacy niemeńscy nazywali miejscowość "Hliniszcze" z powodu wydobycia gliny z miejscowej góry.

## Historia
Po raz pierwszy wieś wzmiankowana w 1304, proboszcz Petrus 1320, zamek krzyżacki 1322. Od 1349 wieś (wraz z prawem patronatu nad kościołem) należała do nowo założonego przez Krzyżaków klasztoru cysterek (później benedyktynek) w Królewcu na Lipniku, po którego sekularyzacji w XVI w. aż do roku 1636 nadal pozostawała własnością jego prawnego następcy – szpitala lipnickiego. W niezachowanym budynku miejscowej plebanii zatrzymywali się m.in. Johann Georg Hamann i Ernst Theodor Amadeus Hoffmann.
Przed II wojną światową Arnau było jednym z ulubionych celów podmiejskich wycieczek wodnych mieszkańców Królewca, istniała tu przystań rzeczna z regularnymi połączeniami motorowymi i parę restauracji, organizowano regaty. Obecnie z dawnej zabudowy mieszkalnej pozostało jedynie kilka domów.

## Zabytki
- Kościół parafialny św. Katarzyny (obecnie cerkiew prawosławna) jest zaliczany do najbardziej interesujących na terenie Sambii. W średniowieczu był świątynią pielgrzymkową, po 1525 r. kościołem ewangelickim. Parafia obejmowała szereg okolicznych miejscowości, w tym Preussisch Arnau i Waldau. W latach 1908–1912 przeprowadzono gruntowne prace konserwatorskie. Od 1945 r. nieczynny, od 1951 r. służył jako magazyn zbożowy kołchozu Rodniki. Rozebrano górną część wieży i dach, z belek więźby dachowej wybudowano strop dzielący wnętrze na dwie kondygnacje, wsparty na ceglanych filarach, okna częściowo zamurowano. We wschodniej ścianie zakrystii i prezbiterium zostały wybite drzwi służące celom transportowym, zniszczeniu uległo sklepienie zakrystii i górna kondygnacja kruchty północnej. W 1992 r. powstała w Niemczech społeczna fundacja Kuratorium Arnau, której zadaniem jest zdobywanie funduszy i opracowanie naukowych wytycznych dla restauracji kościoła we współdziałaniu z rosyjskimi służbami konserwatorskimi. W 1994 r. ogłoszono powstanie „strefy kultury Arnau”. Budowla służy jako magazyn sprzętu firmy budowlanej. W latach 1999–2000 udało się odbudować wieżę, na której w 2003 r. powtórnie zawieszono dzwon (odlany w południowych Niemczech) i w roku następnym urządzono niewielką wystawę historyczną. Wieżę zwieńczono kopią historycznego wiatrowskazu w formie postaci św. Katarzyny z atrybutami męczeństwa – mieczem i kołem. W 2005 r. został odbudowany dach nad korpusem.

Kościół jest budowlą ceglaną, wzniesioną na kamiennym cokole, gotycką, orientowaną. Jest jednonawowy, z jednoprzęsłowym, pięciobocznie zamkniętym prezbiterium i z wieżą od zachodu. Nawa jest trójprzęsłowa. Jest kryty dwuspadowymi dachami, wieża – namiotowym. Elewacje są oszkarpowane, po bokach ostrołukowych okien korpusu umieszczono wnęki, pierwotnie wypełnione malowanym ornamentem maswerkowym. Wrażenie barwności potęgowały gzymsy z glazurowanych cegieł. Od wschodu i północnego wschodu do prezbiterium przylegają niższe przybudówki zakrystii, kryte dachem pulpitowym, do nawy od północy piętrowa kruchta. Główne wejście prowadzi pod wieżą, od zachodu, z profilowanym portalem wewnętrznym. Wnętrze kryte jest sklepieniami gwiaździstymi o wzbogaconym układzie żeber, wspartymi na konsolach ze sztucznego kamienia. W narożach znajdują się baldachimy i konsole już dawniej niezachowanych figur. Prezbiterium, pierwotnie krótko funkcjonujące jako samodzielna świątynia (o czym świadczy m.in. szczyt zachodni, czytelny na strychu), oddzielone od nawy masywną ścianą tęczową, ze stosunkowo niską arkadą, datowane jest na lata około 1340–1350, natomiast korpus, wieża, pozostałe przybudówki i sklepienia na lata około 1350–1370.
We wnętrzu zachowały się gotyckie malowidła ścienne, ilustrujące traktat teologiczny Speculum humanae salvationis. W nawie, na ścianach bocznych i ścianie tęczowej znajdowały się 2 strefy kwater, na ścianie zachodniej – 3, liczące łącznie przynajmniej 119 scen (w każdym razie prawdopodobnie mniej niż oryginalne 134) krótszej wersji utworu. W prezbiterium znajdowały się gorzej zachowane malowidła, prawdopodobnie o innej tematyce, może maryjnej: po wewnętrznej stronie ściany tęczowej 2 lub 3 strefy, na pozostałych 1 strefa wyobrażeń. Powstały w latach około 1350–1370 i były bliskie niezachowanym malowidłom tej samej treści, powstałych nieco wcześniej w chórze katedry w Królewcu. Na ślad dobrze zachowanych malowideł w Arnau natrafiono w 1868 r., w latach 1911–1912 zostały w pełni odsłonięte i zakonserwowane. Przed 1945 r. sporządzono barwną dokumentację fotograficzną. Po 1945 r. zostały zatynkowane, dobrze zachowany fragment odsłonili ponownie rosyjscy konserwatorzy w 1992 r. Malowidła należą do najcenniejszych zabytków sztuki gotyckiej na terytorium dawnego państwa krzyżackiego w Prusach, mają ogromne znaczenie dla historii teologii i literatury średniowiecznej. W październiku 2007 r. w Królewcu zorganizowano międzynarodowe sympozjum naukowe poświęcone ich europejskim związkom. Ponadto w kruchcie północnej znajdowało się wyobrażenie św. Krzysztofa datowane na XV w.
Po 1945 r. prawdopodobnie całkowitemu zniszczeniu uległy pozostałe zabytki. Z okresu gotyku pochodziły 2 pary drzwi wejściowych z wyrytymi inwokacjami do św. Katarzyny w języku niemieckim. Późnogotyckie figury świętych z początku XVI w. już dawniej przekazano do zbiorów Prussia-Museum w Królewcu. Istniały też fragmenty gotyckich stalli.
Wyposażenie wnętrza było przeważnie barokowe i tworzyło interesujący zespół. Ołtarz główny pochodził z 1687 r. (Johann Christoph Doebel z Królewca), kazalnica z 1684, w tym czasie wykonano też baptysterium. Organy zbudowano na początku XVIII w., bogato dekorowane rokokowe ławy pochodziły z ok. 1766 r. Na ścianach były zawieszone epitafia, portrety duchownych i herby szlacheckie z XVII–XVIII w., najstarsza płyta nagrobna pochodziła z 1596 r.
W tradycji ludowej wyobrażenie św. Katarzyny na wieży uważano za wizerunek córki pruskiego wodza, zabitej przez ojca za wskazanie krzyżackiemu rycerzowi, w którym się zakochała, podziemnego ganku prowadzącego do grodu.
8 lipca 2008 r. kościół stał się filią Muzeum Historyczno-Artystycznego w Królewcu (ru: Kaliningradskij obłastnoj istoriko-chudożestwiennyj muziej – Калининградский областной историко-художественный музей). 11 maja 2010 r. obiekt przekazano eparchii kaliningradzkiej Rosyjskiego Kościoła Prawosławnego. W 2019 r. utworzono przy świątyni żeński monaster.
- Cmentarz parafialny. Z otaczającego kościół cmentarza zachowało się kilka nagrobków z I poł. XX w., dziś zabezpieczonych w kościele, podobnie jak żeliwne ogrodzenia mogił. Na wzgórku na północny wschód od kościoła współczesny kamienny pomnik z napisem w języku rosyjskim upamiętnia mogiłę ministra Theodora von Schöna.

- W miejscu dawnego zamku krzyżackiego, o którego dziejach i wyglądzie nic bliższego nie wiadomo, przed 1945 r. odkryto szczątki fundamentów, cegieł i barwnych kafli piecowych. W pierwszej połowie XIX w. na jego miejscu minister von Schön założył park w stylu angielskim.